# 何兴祥
何兴祥（1963年11月—），中国共产党党员，曾任国家开发银行副行长。
2021年9月因涉嫌违纪违法，接受中央纪委国家监委调查，曾在中国银行、中国农业发展银行任行长、副行长等职。2022年1月26日，遭到开除党籍、开除公职处分。同年2月，北京市人民检察院依法以涉嫌受贿罪、违规出具金融票证罪、违法发放贷款罪、隐瞒境外存款罪对何兴祥作出逮捕决定。同年5月，由北京市人民检察院第三分院向北京市第三中级人民法院提起公诉。检察机关指控，2006年至2021年，何兴祥利用职务便利，通过其他国家工作人员职务上的行为，为有关单位和个人在贷款审批、人事安排等方面提供帮助，直接或通过其亲属非法收受他人财物折合人民币6636万余元。2012年至2014年，在担任中国银行山东省分行行长期间，违反规定，为有关企业出具信用证、保函人民币63.49亿余元、美元1.04亿余元；违反国家规定，向有关公司发放贷款人民币18.23亿余元。2010年至2021年，明知国家工作人员在境外的存款应当依照国家规定申报，实际控制其亲属账户共计折合人民币3369万余元而隐瞒不报。其行为分别构成受贿罪、违规出具金融票证罪、违法发放贷款罪、隐瞒境外存款罪。何兴祥当庭认罪悔罪。法院没有当庭宣判。金融信贷领域的腐败具有专业性强、隐蔽性强等特点，何兴祥是国开行反腐风暴中落马的高管之一，但像何兴祥一样同时涉及四项经济犯罪，且数额均十分巨大的金融界落马高管十分罕见。